# Trimetopon
Trimetopon — рід змій родини полозових (Colubridae). Представники цього роду мешкають в Центральній Америці.

## Види
Рід Trimetopon нараховує 6 види:
- Trimetopon barbouri Dunn, 1930
- Trimetopon gracile (Günther, 1872)
- Trimetopon pliolepis Cope, 1894
- Trimetopon simile Dunn, 1930
- Trimetopon slevini Dunn, 1940
- Trimetopon viquezi Dunn, 1937

## Етимологія
Наукова назва роду Trimetopon походить від сполучення слів дав.-гр. τρεις — три і μετωπον — лоб. 